# 氙星异形2
《氙星异形2》（Xenon 2 Megablast）在1989年被开发在Amiga和Atari ST平台上，之后被改版在个人电脑，世嘉，及Game Boy平台上。

## 游戏类型
纵向平面卷轴射击游戏。

## 策划
革命性地创出了卷轴射击和角色扮演的混合体。游戏者操控一架宇宙战机，每次击毁成套的敌机都会得到金钱的奖励。使用击毁敌人获取的奖励可以在过关后的商店中购买各种各样的外挂武器。

### 商店

#### 普通武器
导弹，激光，左，右，后方的机炮，使用奖励货币可以给战机加装这些强大的组件。

#### 试用套件
游戏者可以花很少的钱租用全套的加强武器组件，但是只有下一个任务开时的时候可以使用，几秒之后全部这些租用的武器就会消失。

#### 能量
游戏者亦可以使用奖励货币来补充战机的护盾或是购买奖命。

## 图像
令人赞叹的2D位图，用不同层色调的方式来实现物体（人物，飞船，背景甚至子弹）上的阴影和反光效果。

## 外部連結
- Xenon 2 Megablast at Bitmap Brothers site （页面存档备份，存于）
- Xenon 2000 at Bitmap Brothers site （页面存档备份，存于）
- Xenon 2 Megablast at The Bitmap Brothers Tribute （页面存档备份，存于）